# Sociedad Cultural Deportiva Durango
La Sociedad Cultural Deportiva Durango, chiamata comunemente Cultural Durango, è una società calcistica con sede a Durango, nei Paesi Baschi, in Spagna. 
Gioca nella Tercera División RFEF, la quinta serie del campionato spagnolo.

## Tornei nazionali
- 2ª División: 0 stagioni
- 2ª División B: 7 stagioni
- 3ª División: 41 stagioni
- 3ª División RFEF: 1 stagione

## Stagioni
| Stagione    | Categoria      | Posizione |
| ----------- | -------------- | --------- |
| dal 1929-30 | Cat. regionali | —         |
| al 1943-44  | Cat. regionali | —         |
| 1944/45     | 3ª             | 10°       |
| 1945/46     | Cat. regionali | —         |
| 1946/47     | 3ª             | 7°        |
| 1947/48     | 3ª             | 11°       |
| dal 1948-49 | Cat. regionali | —         |
| al 1954-55  | Cat. regionali | —         |
| 1955/56     | 3ª             | 2°        |
| 1956/57     | 3ª             | 6°        |
| 1957/58     | 3ª             | 9°        |
| 1958/59     | 3ª             | 8°        |
| 1959/60     | 3ª             | 5°        |

| Stagione    | Categoria      | Posizione |
| ----------- | -------------- | --------- |
| 1960/61     | 3ª             | 6°        |
| 1961/62     | 3ª             | 15°       |
| dal 1962-63 | Cat. regionali | —         |
| al 1981-82  | Cat. regionali | —         |
| 1982/83     | 3ª             | 1°        |
| 1983/84     | 3ª             | 3°        |
| 1984/85     | 3ª             | 5°        |
| 1985/86     | 3ª             | 6°        |
| 1986/87     | 3ª             | 1°        |
| 1987/88     | 2ªB            | 8°        |
| 1988/89     | 2ªB            | 16°       |
| 1989/90     | 2ªB            | 6°        |
| 1990/91     | 2ªB            | 18°       |

| Stagione | Categoria | Posizione |
| -------- | --------- | --------- |
| 1991/92  | 3ª        | 10°       |
| 1992/93  | 3ª        | 13°       |
| 1993/94  | 3ª        | 4°        |
| 1994/95  | 3ª        | 2°        |
| 1995/96  | 2ªB       | 18°       |
| 1996/97  | 3ª        | 5°        |
| 1997/98  | 3ª        | 6°        |
| 1998/99  | 3ª        | 6°        |
| 1999/00  | 3ª        | 10°       |
| 2000/01  | 3ª        | 8°        |
| 2001/02  | 3ª        | 14°       |
| 2002/03  | 3ª        | 17°       |

| Stagione | Categoria      | Posizione |
| -------- | -------------- | --------- |
| 2003/04  | Cat. regionali | —         |
| 2004/05  | 3ª             | 4°        |
| 2005/06  | 2ªB            | 17°       |
| 2006/07  | 3ª             | 8°        |
| 2007/08  | 3ª             | 17°       |
| 2008/09  | 3ª             | 16°       |
| 2009/10  | 3ª             | 7°        |
| 2010/11  | 3ª             | 4°        |
| 2011/12  | 3ª             | 7°        |
| 2012/13  | 3ª             | 8°        |
| 2013/14  | 3ª             | 12°       |
| 2014/15  | 3ª             | 4°        |
| 2015/16  | 3ª             | 10°       |
| 2016/17  | 3ª             | 3°        |
| 2017/18  | 3ª             | 1°        |
| 2018/19  | 2ªB            | 20°       |
| 2019/20  | 3ª             | 15°       |
| 2020/21  | 3ª             | 8°        |
| 2021/22  | 3ª RFEF        |           |

## Palmarès

### Competizioni nazionali
- Tercera División: 3

1982-1983, 1986-1987, 2017-2018

### Altri piazzamenti
- Tercera División:

Secondo posto: 1955-1956, 1994-1995
Terzo posto: 1983-1984, 2016-2017